# Atelopus arsyecue
Atelopus arsyecue is een kikker uit de familie padden (Bufonidae) en het geslacht klompvoetkikkers (Atelopus). De soort werd voor het eerst wetenschappelijk beschreven door Jose Vicente Rueda-Almonacid in 1994. Omdat de soort pas sinds recentelijk is beschreven wordt de kikker in veel literatuur nog niet vermeld.
Atelopus arsyecue leeft in delen van Zuid-Amerika en komt endemisch voor in Colombia. De kikker is bekend van een hoogte van 2000 tot 3500 meter boven zeeniveau. De soort komt in een relatief klein gebied voor en is hierdoor kwetsbaar. Door de internationale natuurbeschermingsorganisatie IUCN wordt de soort beschouwd als 'Kritiek '.
Atelopus arsyecue is slechts bekend van zes gevangen exemplaren. Het is niet duidelijk of de kikker nu zo zeldzaam is of dat men er niet goed naar heeft gezocht.